# Nuage interstellaire local

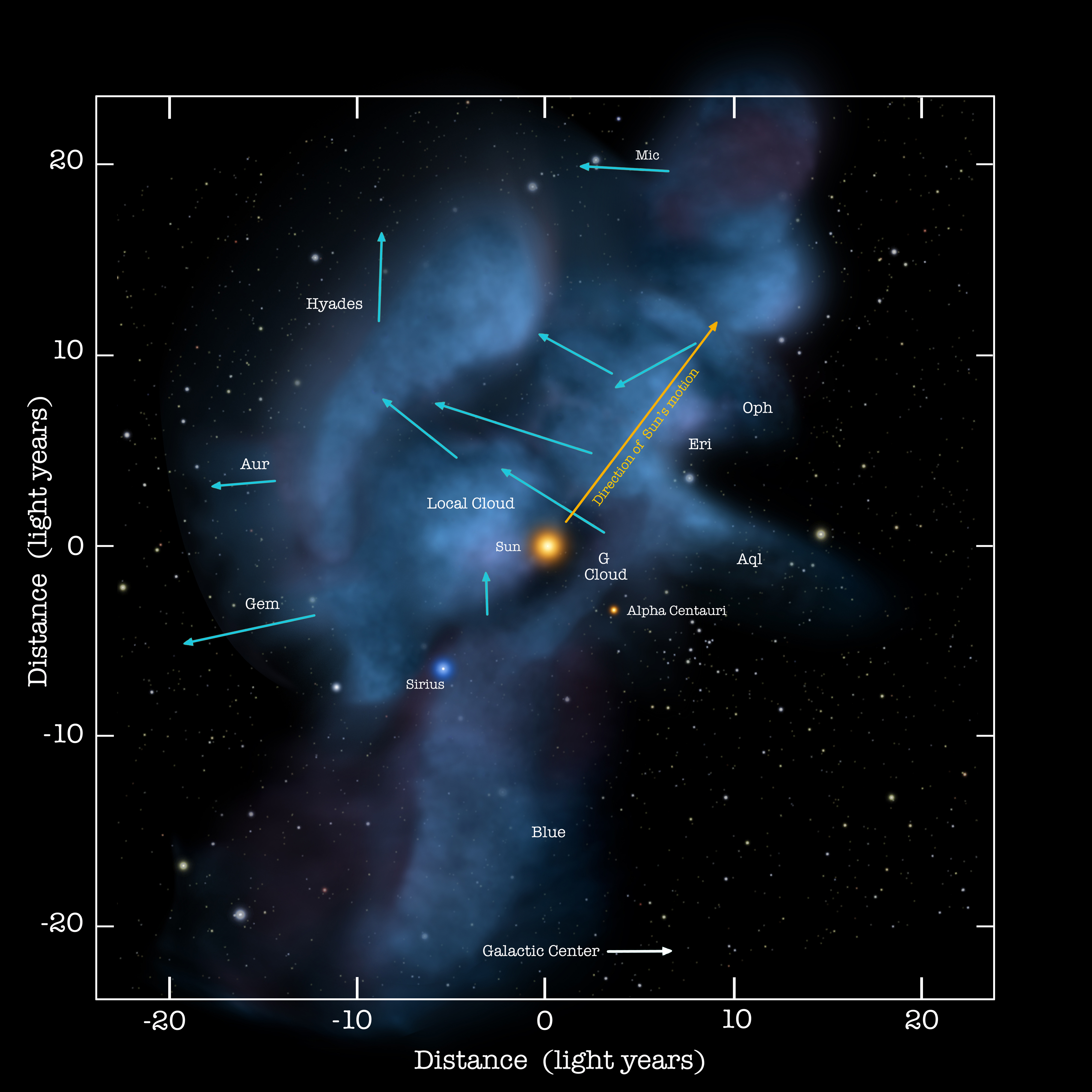
Diagramme des nuages avoisinants de matière au travers lesquels le Système solaire voyage ; les flèches indiquent le mouvement des nuages. (NASA, SVS, Adler, U. Chicago, Wesleyan)

Carte montrant le Soleil près de la limite de notre nuage interstellaire local et Alpha Centauri à environ 4 années-lumière dans le Nuage G.

Le Nuage interstellaire local, appelé parfois Peluche locale, est un nuage interstellaire mesurant environ 30 années-lumière de large. Le Système solaire s'y déplace actuellement, depuis son entrée s'étalant entre 40 000  à   150 000 ans. Il devrait en sortir dans 10 000  à   20 000 ans.
Le nuage glisse vers l'extérieur de l'association Scorpion-Centaure, une association stellaire qui est une région de formation d'étoiles.
Le nuage s'est formé là où la Bulle locale et la Bulle de la Boucle I se sont rencontrées. Le Soleil, avec quelques autres étoiles, est incorporé dans la Peluche Locale. Les étoiles notoires locales[pas clair] comprennent, notamment, Véga, Arcturus et Fomalhaut[réf. nécessaire].
Les influences potentielles du Nuage Local sur la Terre sont contrariées par le vent et le champ magnétique solaires.

## Caractéristiques physiques
Le nuage a une température de 6 000 °C, à peu près la même température qu'à la surface du Soleil. Avec 0,26 atomes/cm3, sa densité est extrêmement faible, à peu près le cinquième de la densité du milieu interstellaire galactique. Elle est cependant le double de la densité de gaz de la Bulle locale, une région de basse densité du milieu interstellaire comportant le Nuage Local, une petite zone plus dense. En comparaison, l'atmosphère terrestre est, aux conditions normales de température et de pression, composée de 1020 molécules/cm3.
La découverte de fer 60 sur Terre dans des couches géologiques très récentes, alors que cet isotope a une demi-vie de 2,62 millions d'années et n'est produit quasiment que par les supernovae, laisse penser que le nuage local contient du fer 60. Si c'est bien le cas, les couches vieilles de plus de 40 000 ans environ devraient ne pas en contenir.